# 玛尔维娜·科普龙
玛尔维娜·科普龙（波蘭語：Malwina Kopron，1994年11月16日—）是一名专攻链球的波兰田径运动员。她在2017年世界田径锦标赛中获得铜牌。另外，她也在2015年欧洲U23田径锦标赛中获得铜牌。